# HD94274
HD94274 — хімічно пекулярна зоря спектрального класу
A0 й має видиму зоряну величину в смузі V приблизно  9,3.

## Пекулярний хімічний склад
Зоряна атмосфера HD94274 має підвищений вміст 
Cr
.